# Gnadenwald
Gnadenwald är en ort och kommun i distriktet Innsbruck-Land i förbundslandet Tyrolen i Österrike. Kommunen har 846 invånare (2024).